# Сортировка расчёской
Сортировка расчёской (англ. comb sort) — это довольно[уточнить] упрощённый алгоритм сортировки, изначально спроектированный Влодзимежем Добосевичем в 1980 г. Позднее он был переоткрыт и популяризован в статье Стивена Лэйси и Ричарда Бокса в журнале Byte Magazine в апреле 1991 г. Сортировка расчёской улучшает сортировку пузырьком, и конкурирует с алгоритмами, подобными быстрой сортировке. Основная идея — устранить черепах, или маленькие значения в конце списка, которые крайне замедляют сортировку пузырьком (кролики, большие значения в начале списка, не представляют проблемы для сортировки пузырьком).
В сортировке пузырьком, когда сравниваются два элемента, промежуток (расстояние друг от друга) равен 1. Основная идея сортировки расчёской в том, что этот промежуток может быть гораздо больше, чем единица (сортировка Шелла также основана на этой идее, но она является модификацией сортировки вставками, а не сортировки пузырьком).

## Алгоритм
В «пузырьке», «шейкере» и «чёт-нечете» при переборе массива сравниваются соседние элементы. Основная идея «расчёски» в том, чтобы первоначально использовать достаточно большое расстояние между сравниваемыми элементами и по мере упорядочивания массива уменьшать это расстояние вплоть до минимального. Таким образом, мы как бы причёсываем массив, постепенно разглаживая на всё более аккуратные пряди. Первоначальный разрыв между сравниваемыми элементами лучше брать с учётом специальной величины, называемой фактором уменьшения, который может быть, например, 1.25. Сначала расстояние между элементами максимально, то есть равно размеру массива минус один. Затем, пройдя массив с этим шагом, необходимо поделить шаг на фактор уменьшения и пройти по списку вновь. Так продолжается до тех пор, пока разность индексов не достигнет единицы. В этом случае сравниваются соседние элементы как и в сортировке пузырьком, но такая итерация одна.

## Реализация

### Ассемблерная вставка для x86-64 наСи
Для корректной работы следующей функции сортируемый массив должен быть глобальным.
```
const
 
int
 
N
 
=
 
100
;

int
 
a
[
N
];

double
 
factor
 
=
 
1.25
;

void
 
sort
()

{

    
asm
(

    
// variables

    
"movsd factor(%rip), %xmm1
\n
"
   
// factor in xmm1

    
"xorl %r9d, %r9d
\n
"
             
// counter j in the inside cycle in r9d

    
"movl N(%rip), %r10d
\n
"
         
// n in r10d

    
"leaq a(%rip), %r12
\n
"
          
// a in r12

    
// making step

    
"cvtsi2sdl %r10d, %xmm0
\n
"

    
"divsd %xmm1, %xmm0
\n
"

    
"cvttsd2sil %xmm0, %r8d
\n
"
      
// step in r8d

    
"jmp Check_step
\n
"

    
"Increment_j:"

    
"incl %r9d
\n
"

    
"Check_j:"

    
"movl %r9d, %r11d
\n
"

    
"addl %r8d, %r11d
\n
"

    
"cmpl %r10d, %r11d
\n
"

    
"jge Change_step
\n
"

    
"movl (%r12, %r9, 4), %r13d
\n
"
  
// a[j]

    
"movl %r9d, %r11d
\n
"
            
// new index in r11d

    
"addl %r8d, %r11d
\n
"
            
// new index = j + step

    
"movl (%r12, %r11, 4), %r14d
\n
"
 
// a[j + 1]

    
"cmpl %r14d, %r13d
\n
"

    
"jle Increment_j
\n
"

    
"movl %r13d, (%r12, %r11, 4)
\n
"

    
"movl %r14d, (%r12, %r9, 4)
\n
"

    
"jmp Increment_j
\n
"

    
"Change_step:"

    
"cvtsi2sdl %r8d, %xmm0
\n
"

    
"divsd %xmm1, %xmm0
\n
"

    
"cvttsd2sil %xmm0, %r8d
\n
"

    
"Check_step:"

    
"cmpl $1, %r8d
\n
"

    
"jl Off
\n
"

    
"xorl %r9d, %r9d
\n
"

    
"jmp Check_j
\n
"

    
"Off:"

    
);

}

```

### Реализация на языке Паскаль
```
procedure
 
CombSort
(
var
 
v
:
 
array
 
of
 
Integer
)
;

var

  
i
,
 
gap
,
 
t
:
 
Integer
;

  
IsSorted
:
 
Boolean
;

begin

  
gap
:=
High
(
v
)
;
 
IsSorted
:=
False
;

  
while
 
not
 
IsSorted
 
do
 
begin

    
gap
:=
Trunc
(
gap
/
1.25
)
;

    
if
 
gap
<=
1
 
then
 
begin

      
gap
:=
1
;
 
IsSorted
:=
True
;

    
end
;

    
for
 
i
:=
0
 
to
 
High
(
v
)
-
gap
 
do

      
if
 
v
[
i
]
>
v
[
i
+
gap
]
 
then
 
begin

        
t
:=
v
[
i
]
;
 
v
[
i
]
:=
v
[
i
+
gap
]
;
 
v
[
i
+
gap
]
:=
t
;

        
IsSorted
:=
False
;

      
end
;

  
end
;

end
;

var

  
a
:
 
array
 
[
0
..
19
]
 
of
 
Integer
;

  
i
:
 
Integer
;

begin

  
for
 
i
:=
Low
(
a
)
 
to
 
High
(
a
)
 
do
 
a
[
i
]
:=
High
(
a
)
-
i
;

  
CombSort
(
a
)
;

  
for
 
i
:=
Low
(
a
)
 
to
 
High
(
a
)
 
do
 
Write
(
' '
,
a
[
i
])
;
 
WriteLn
;

end
.

```

### Реализация наC++
```
using
 
namespace
 
std
;

void
 
combSort
(
int
 
data
[],
 
int
 
n
)
 
{

    
int
 
step
 
=
 
n
;

    
bool
 
flag
 
=
 
false
;

    
while
 
(
step
 
>
 
1
 
or
 
flag
)
 
{

        
if
 
(
step
 
>
 
1
)
 
{

            
step
 
=
 
step
 
*
 
4
 
/
 
5
;

        
}

        
flag
 
=
 
false
;

        
int
 
i
 
=
 
0
;

        
while
 
(
i
 
+
 
step
 
<
 
n
)
 
{

            
if
 
(
data
[
i
]
 
>
 
data
[
i
 
+
 
step
]){

                
flag
 
=
 
true
;

                
swap
(
data
[
i
],
 
data
[
i
 
+
 
step
]);

            
}

            
i
 
+=
 
step
;

        
}

    
}

}

```

### Реализация наJava
```
public
 
static
 
<
E
 
extends
 
Comparable
<?
 
super
 
E
>>
 
void
 
sort
(
E
[]
 
input
)
 
{

    
int
 
gap
 
=
 
input
.
length
;

    
boolean
 
swapped
 
=
 
true
;

    
while
 
(
gap
 
>
 
1
 
||
 
swapped
)
 
{

        
if
 
(
gap
 
>
 
1
)
 

            
gap
 
=
 
(
int
)
 
(
gap
 
/
 
1.25
);

        
int
 
i
 
=
 
0
;

        
swapped
 
=
 
false
;

        
while
 
(
i
 
+
 
gap
 
<
 
input
.
length
)
 
{

            
if
 
(
input
[
i
]
.
compareTo
(
input
[
i
 
+
 
gap
]
)
 
>
 
0
)
 
{

                
E
 
t
 
=
 
input
[
i
]
;

                
input
[
i
]
 
=
 
input
[
i
 
+
 
gap
]
;

                
input
[
i
 
+
 
gap
]
 
=
 
t
;

                
swapped
 
=
 
true
;

            
}

            
i
++
;

        
}

    
}

}

```

### Реализация наPHP
```
function
 
combsort
(
$array
)

{

    
$sizeArray
 
=
 
count
(
$array
);

    
// Проходимся по всем элементам массива

    
for
 
(
$i
 
=
 
0
;
 
$i
 
<
 
$sizeArray
;
 
$i
++
)
 
{

        
// Сравниваем попарно.

        
// Начинаем с первого и последнего элемента, затем постепенно уменьшаем

        
// диапазон сравниваемых значеный.

        
for
 
(
$j
 
=
 
0
;
 
$j
 
<
 
$i
 
+
 
1
;
 
$j
++
)
 
{

            
// Индекс правого элемента в текущей итерации сравнения

            
$elementRight
 
=
 
(
$sizeArray
 
-
 
1
)
 
-
 
(
$i
 
-
 
$j
);

            
if
 
(
$array
[
$j
]
 
>
 
$array
[
$elementRight
])
 
{

                
$buff
                 
=
 
$array
[
$j
];

                
$array
[
$j
]
            
=
 
$array
[
$elementRight
];

                
$array
[
$elementRight
]
 
=
 
$buff
;

                
unset
(
$buff
);

            
}

        
}

    
}

    
return
 
$array
;

}

```

### Реализация наPython
```
def
 
comb_sort
(
ls
):

    
n
 
=
 
len
(
ls
)

    
step
 
=
 
n

    
flag
 
=
 
False

    
while
 
step
 
>
 
1
 
or
 
flag
:

       
if
 
step
 
>
 
1
:

           
step
 
=
 
int
(
step
 
/
 
1.25
)

       
flag
,
 
i
 
=
 
False
,
 
0

       
while
 
i
 
+
 
step
 
<
 
n
:

          
if
 
ls
[
i
]
 
>
 
ls
[
i
 
+
 
step
]:

              
ls
[
i
],
 
ls
[
i
 
+
 
step
]
 
=
 
ls
[
i
 
+
 
step
],
 
ls
[
i
]

              
flag
 
=
 
True

          
i
 
+=
 
step

    
return
 
ls

```

### Реализация наJavaScript
```
function
 
combSorting
(
array
)
 
{

  	
var
 
interval
 
=
 
Math
.
floor
(
array
.
length
 
/
 
1.25
);

  	
while
 
(
interval
 
>
 
0
)
 
{

    	
for
(
var
 
i
 
=
 
0
;
 
i
 
+
 
interval
 
<
 
array
.
length
;
 
i
++
)
 
{

	      	
if
 
(
array
[
i
]
 
>
 
array
[
i
 
+
 
interval
])
 
{

		        
var
 
small
 
=
 
array
[
i
 
+
 
interval
];

		        
array
[
i
 
+
 
interval
]
 
=
 
array
[
i
];

				
array
[
i
]
 
=
 
small
;

			
}

		
}

		
interval
 
=
 
Math
.
floor
(
interval
 
/
 
1.25
);

	
}

}

```

### Реализация наC#
```
public
 
static
 
void
 
CombSort
(
byte
[]
 
bytes
,
 
bool
 
swapped
 
=
 
false
,
 
double
 
factor
 
=
 
1.25
)

{

    
ulong
 
gap
 
=
 
(
ulong
)
bytes
.
Length
;

    

    
while
 
((
gap
 
>
 
1
)
 
||
 
swapped
)

    
{

        
gap
 
=
 
(
ulong
)(
gap
 
/
 
factor
);

        
if
 
(
gap
 
<
 
1
)
 
gap
 
=
 
1
;

        
ulong
 
i
 
=
 
0
;

        
ulong
 
m
 
=
 
gap
;

        
swapped
 
=
 
false
;

        
while
 
(
m
 
<
 
(
ulong
)
bytes
.
Length
)

        
{

            
if
 
(
bytes
[
i
]
 
>
 
bytes
[
m
])

            
{

                
swapped
 
=
 
true
;

                
byte
 
t
 
=
 
bytes
[
i
];

                
bytes
[
i
]
 
=
 
bytes
[
m
];

                
bytes
[
m
]
 
=
 
t
;

            
}

            
i
++
;

            
m
 
=
 
i
 
+
 
gap
;

        
}

    
}

}

```